# Louis Marchegay
Louis Marchegay (5 octobre 1869, Rochefort - 15 septembre 1933, Saint-Germain-de-Prinçay), est un homme politique français.

## Biographie
Louis Marchegay est le fils d'Edmond Marchegay, polytechnicien, ingénieur des constructions navales, et de Lydie Germain. Marié avec Andrée Japy, il est le beau-père de William Cargill (1898-1984).
Diplômé de l'École libre des sciences politiques, il est élu député de la Vendée en 1895, en remplacement d'Aristide Batiot, décédé. Il perd les élections suivantes face au marquis de Lespinay.
Propriétaire terrien, il était président de la société des ciments Portland de l'Indochine. 
Louis Marchegay est nommé chevalier de la Légion d'honneur par décret du 13 juillet 1929. Il meurt dans son château des Roches-Baritaud en 1933.

## Sources
- « Louis Marchegay », dans le Dictionnaire des parlementaires français (1889-1940), sous la direction de Jean Jolly, PUF, 1960 [détail de l’édition]